# Georges-Émery Tremblay
Georges-Émery Tremblay, né le 4 novembre 1927 et mort le 25 janvier 2016, est un camionneur, dirigeant d'entreprise et homme politique québécois. Membre du Parti libéral du Québec, il est député à l'Assemblée nationale du Québec de 1966 à 1973 et ministre des Transports de mai 1970 à novembre 1971.

## Biographie
Georges-E. Tremblay est camionneur à Montréal de 1946 à 1951. Il est directeur chez Spino Construction de 1951 à 1956, puis vice-président de Léo Tremblay Transport, compagnie dont son frère Léo est propriétaire. En 1962, il devient président de Pneus Tremblay Montréal ltée. 

### Carrière politique
Militant libéral de longue date, il débute en politique en devenant conseiller municipal de la ville de Montréal-Nord en novembre 1963. Il se porte candidat à l'investiture libérale dans la circonscription de Bourassa en vue des élections provinciales de 1966, et est choisi lors d'une assemblée d'investiture de préférence au maire de Montréal-Nord, Yves Ryan. Élu à la majorité absolue lors du scrutin du 5 juin, il est cependant dans l'opposition puisque l'Union nationale remporte la majorité des sièges. 
Le député Tremblay est partisan de la première heure de Robert Bourassa lorsque celui-ci tente de remplacer Jean Lesage à la tête du Parti libéral du Québec. Bourassa lui en sera reconnaissant et lui offrira un poste de ministre quand il arrivera au pouvoir.
De nouveau candidat en 1970, Georges-E. Tremblay est cette fois opposé à un candidat-vedette du Parti québécois, Jacques-Yvan Morin, qu'il défait par une faible marge. Peu après les élections, il est choisi par le nouveau premier ministre Robert Bourassa pour occuper le poste de ministre des Transports. Pour respecter la loi qui dicte qu'un membre du cabinet ne peut pas être en même temps directeur ou administrateur d'une entreprise commerciale ou financière, il démissionne de son poste de président de Pneus Tremblay Montréal.
Cependant en novembre 1971 le gouvernement libéral désire effectuer la fusion du ministère de la Voirie et du ministère des Transports, et confie à Bernard Pinard la responsabilité du nouveau ministère. C'est pourquoi Georges-E. Tremblay est rétrogradé au poste de ministre d'État responsable de l'Office des autoroutes du Québec. Des rumeurs circulaient cependant depuis un certain temps à propos du fait qu'il ne donnait pas entière satisfaction à son poste. En septembre 1973, il démissionne de son poste de ministre et est nommé président de l'Office des autoroutes pour un mandat de 10 ans. Cette nomination met également terme à son mandat de député.
Après son mandat à l'Office des autoroutes, Georges-E. Tremblay redevient président de Pneus Tremblay, puis prend sa retraite en 1989. Il meurt le 25 janvier 2016.